# Hamilton Island (ö i Australien)
Hamilton Island (engelska: Hamo Island) är en ö i Australien. Den ligger i kommunen Whitsunday och delstaten Queensland, omkring 890 kilometer nordväst om delstatshuvudstaden Brisbane. Arean är 8,1 kvadratkilometer. Den sträcker sig 5,2 kilometer i nord-sydlig riktning, och 4,0 kilometer i öst-västlig riktning. Framräknat ur höjduppgifter (DEM 3") från Viewfinder Panoramas.